# Трикарбид дисамария
Трикарбид дисамария — бинарное неорганическое соединение 
самария и углерода
с формулой Sm2C3,
кристаллы.

## Получение
- Нагревание самария с углеродом в электрической печи:

{\displaystyle {\mathsf {2Sm+3C\ {\xrightarrow {1327^{o}C}}\ Sm_{2}C_{3}}}}

## Физические свойства
Трикарбид дисамария образует кристаллы 
кубической сингонии, пространственная группа I 43d, параметры ячейки a = 0,83989 нм, Z = 8,
структура типа трикарбида диплутония Pu2C3
.
Соединение плавится при температуре выше 1327°С
и имеет область гомогенности 57,6÷59,2 ат.% углерода.